# Ministerium für Arbeit, Soziales, Frauen und Gesundheit (Saarland)

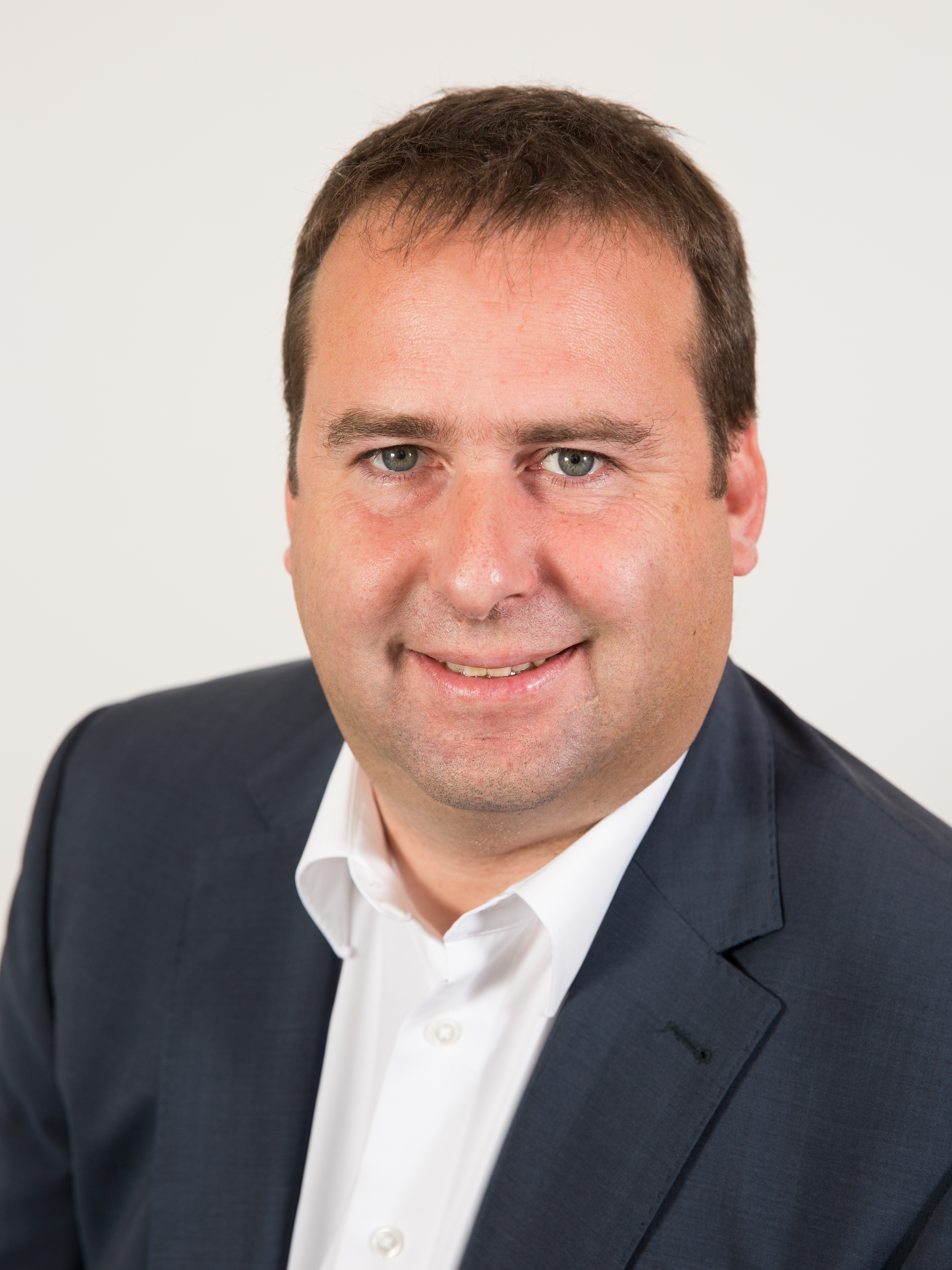
Magnus Jung (2017)

Das Saarländische Ministerium für Arbeit, Soziales, Frauen und Gesundheit ist eines von sieben  Ministerien des Saarlandes. Geleitet wird das Ministerium seit dem 26. April 2022 von Minister Magnus Jung (SPD), Staatssekretärin ist Bettina Altesleben.

## Geschichte
In der von 1946 bis 1947 amtierenden Verwaltungskommission des Saarlandes gab es noch keine Ministerien. Direktor für Arbeit war Richard Kirn. 1947 wurde das Ministerium dann als Ministerium für Arbeit und Wohlfahrt gegründet. 
Bis heute wechselte das Ministerium mehrfach seine Zuständigkeiten. Von 2004 bis 2009 existierte außerdem kein eigenständiges Ministerium für Arbeit und Soziales, da die Ressorts in diesem Zeitraum dem Wirtschafts- bzw. Justizministerium angegliedert waren. Folgende Minister waren zusammenfassend seit 1947 im Saarland für Arbeit zuständig: 
| Name                                                         | Amtsantritt                                          | Kabinett                                        | Partei                            |
| Minister für Arbeit und Wohlfahrt                            | Minister für Arbeit und Wohlfahrt                    | Minister für Arbeit und Wohlfahrt               | Minister für Arbeit und Wohlfahrt |
| ------------------------------------------------------------ | ---------------------------------------------------- | ----------------------------------------------- | --------------------------------- |
| Richard Kirn                                                 | 20. Dezember 1947                                    | Hoffmann I                                      | SPS                               |
| Johannes Hoffmann                                            | 14. April 1951                                       | Hoffmann II                                     | CVP                               |
| Richard Kirn                                                 | 23. Dezember 1952                                    | Hoffmann III                                    | SPS                               |
| Johann Klein                                                 | 17. Juli 1954                                        | Hoffmann IV                                     | CVP                               |
| Heinrich Welsch                                              | 29. Oktober 1955                                     | Welsch                                          | parteilos                         |
| Kurt Conrad                                                  | 10. Januar 1956 4. Juni 1957                         | Ney Reinert I                                   | SPD                               |
| Minister für Arbeit und Sozialwesen                          |                                                      |                                                 |                                   |
| Kurt Conrad                                                  | 1. April 1958                                        | Reinert I                                       | SPD                               |
| Hermann Trittelvitz                                          | 14. Februar 1958 26. Februar 1959 30. April 1959     | Reinert I Reinert II Röder I                    | SPD                               |
| Paul Simonis                                                 | 17. Januar 1961 19. Juli 1965                        | Röder II Röder III                              | FDP                               |
| Minister für Arbeit, Sozialordnung und Gesundheitswesen      |                                                      |                                                 |                                   |
| Rainer Wicklmayr                                             | 13. Juli 1970                                        | Röder IV                                        | CDU                               |
| Minister für Familie, Gesundheit und Sozialordnung           |                                                      |                                                 |                                   |
| Rita Waschbüsch                                              | 23. Januar 1974                                      | Röder V                                         | CDU                               |
| Minister für Arbeit, Gesundheit und Sozialordnung            |                                                      |                                                 |                                   |
| Rosemarie Scheurlen                                          | 1. März 1977 5. Juli 1979 23. Mai 1980 10. Juli 1984 | Röder VI Zeyer I Zeyer II Zeyer III             | FDP                               |
| Brunhilde Peter                                              | 9. April 1985                                        | Lafontaine I                                    | SPD                               |
| Minister für Arbeit und Frauen                               |                                                      |                                                 |                                   |
| Brunhilde Peter                                              | 21. Februar 1990                                     | Lafontaine II                                   | SPD                               |
| Minister für Frauen, Arbeit, Gesundheit und Soziales         |                                                      |                                                 |                                   |
| Christiane Krajewski                                         | 18. Februar 1991                                     | Lafontaine II                                   | SPD                               |
| Marianne Granz                                               | 23. November 1994                                    | Lafontaine III                                  | SPD                               |
| Barbara Wackernagel-Jacobs                                   | 18. September 1996 9. November 1998                  | Lafontaine III Klimmt                           | SPD                               |
| Regina Görner                                                | 29. September 1999                                   | Müller I                                        | CDU                               |
| Minister für Wirtschaft und Arbeit                           |                                                      |                                                 |                                   |
| Hanspeter Georgi                                             | 6. Oktober 2004                                      | Müller II                                       | CDU                               |
| Minister für Justiz, Gesundheit, Arbeit und Soziales         |                                                      |                                                 |                                   |
| Josef Hecken                                                 | 3. September 2007                                    | Müller II                                       | CDU                               |
| Gerhard Vigener                                              | 14. Mai 2008                                         | Müller II                                       | CDU                               |
| Minister für Arbeit, Familie, Soziales, Prävention und Sport |                                                      |                                                 |                                   |
| Annegret Kramp-Karrenbauer                                   | 10. November 2009                                    | Müller III                                      | CDU                               |
| Monika Bachmann                                              | 24. August 2011                                      | Kramp-Karrenbauer I                             | CDU                               |
| Minister für Wirtschaft, Arbeit, Energie und Verkehr         |                                                      |                                                 |                                   |
| Heiko Maas                                                   | 9. Mai 2012                                          | Kramp-Karrenbauer II                            | SPD                               |
| Anke Rehlinger                                               | 15. Januar 2014 17. Mai 2017 1. März 2018            | Kramp-Karrenbauer II Kramp-Karrenbauer III Hans | SPD                               |
| Minister für Arbeit, Soziales, Frauen und Gesundheit         |                                                      |                                                 |                                   |
| Magnus Jung                                                  | 26. April 2022                                       | Rehlinger                                       | SPD                               |

## Aufgaben
Das Ministerium ist unter anderem zuständig für:
- Sozialhilfe, Grundsicherung, Planung und Förderung von Pflegeeinrichtungen, Belange von Menschen mit Behinderungen
- Gesundheitswesen, Gesundheitsschutz, Gesundheitsförderung, öffentlicher Gesundheitsdienst, Krankenhausplanung
- Förderung von Frauen im öffentlichen Dienst, Menschenhandel, Integration von Zugewanderten
- Landesjugendamt, Zentrale Adoptionsstelle, Elterngeldstelle

## Nachgeordnete Behörden
Dem Ministerium ist folgende Behörde nachgeordnet:
- Landesamt für Soziales

## Organisation
Neben dem Ministerbüro und dem Büro des Bürgerbeauftragten bestehen folgende Abteilungen:
- Abteilung A: Personal, Haushalt und Organisation
- Abteilung B: Soziales, Inklusion, soziales Ehrenamt
- Abteilung C: Jugend, Senioren, Familien und Frauen
- Abteilung D: Sozialversicherung, Gesundheits- und Pflegeberufe, Krankenhauswesen
- Abteilung E: Gesundheit, Prävention
- Stabsstellen und Geschäftsstellen
  - Landesintegrationsbeauftragte
  - Landeskoordinator für Sucht und Drogen
  - Stabsstelle Integration